# آرثر رودولف
آرثر رودولف (بالألمانية: Arthur Rudolph)‏ هو مخترِع ومهندس ألماني، ولد في 9 نوفمبر 1906 في Stepfershausen ‏ في ألمانيا، وتوفي في 1996 في هامبورغ في ألمانيا.